# Neuroglobine
La neuroglobine est une globine de stockage et de transport de l'oxygène dans le système nerveux. À ce titre, elle présente beaucoup d'analogies avec la myoglobine dont une structure monomérique et une forte affinité pour l'oxygène. Ainsi, la neuroglobine facilite le transport d'oxygène vers les mitochondries des cellules nerveuses et joue un rôle primordial dans la protection des neurones en conditions d'hypoxie.

## Découverte de la neuroglobine
Jusqu'en 2000, l'existence d'une globine dans les cellules nerveuses était connue chez certains invertébrés (mollusques et vers notamment) mais n'avait pas été mise en évidence chez les Vertébrés.
Pour chercher l'existence d'une telle globine, les chercheurs de l'institut de zoologie et du département de génétique moléculaire de l'université de Mayence en Allemagne ont travaillé à partir de banques de données donnant le séquençage de fragments d'ADN humains et murins. Connaissant la structure des gènes de l'hémoglobine et de le myoglobine, ils ont recherché dans les banques de données, les séquences d'ADN présentant des analogies avec ces gènes. À partir de ces séquences d'ADN, ils ont pu cloner et séquencer un gène humain porté par le chromosome 14 et codant une protéine de 151 acides aminés, appartenant à la famille des globines, mais distincte de l'hémoglobine et de la myoglobine. Le gène murin correspondant a aussi pu être identifié et présente un taux d'identité de 94 % avec son analogue humain.

## Expression du gène de la neuroglobine
Par plusieurs techniques d'hybridation moléculaire, les chercheurs de l'université de Mayence ont pu rechercher l'ARN messager produit par le gène de la neuroglobine dans différents tissus. Ainsi l'expression de ce gène a été mise en évidence au niveau du cerveau, principalement au niveau du lobe frontal, dans le thalamus et les noyaux sous-thalamiques. Par ailleurs, l'expression de ce gène était plus faible (10 à 20 %) dans le côlon et les poumons, et encore moindre (<10 %) voir absente dans d'autres tissus. Cette globine étant essentiellement présente dans le système nerveux, les auteurs lui ont attribué le nom de neuroglobine.

## Rôle physiologique de la neuroglobine

### Fixation réversible de l'oxygène
La purification de la neuroglobine par chromatographie à partir de cerveaux de souris, montre qu'elle existe dans le cytosol neuronal sous forme de monomères. L'étude des neuroglobines recombinantes (dont l'obtention est plus facile que par purification), montre qu'elles fixent l'oxygène de manière réversible, ce qui est une propriété générale pour la plupart des globines. L'affinité à l'oxygène pour la neuroglobine (la pression en oxygène à 50 % de saturation (P50) = 1  à   2 torr) est beaucoup plus élevée que celle pour l'hémoglobine (26 torr) et semblable à celle de la myoglobine (1 torr). Contrairement à la myoglobine, dans la neuroglobine, la sixième position de coordination avec l'atome de fer hémique est occupée par une histidine (HisE7). Cette particularité structurale est liée à une fonction spécifique encore inconnue en 2001.
L'étude spectroscopique montre que l'O2 et le CO se lient à la neuroglobine par un mécanisme en trois étapes :
```

  

    

      

        
F

        
e

        
−

        

          

            
H

            
i

            
s

            

              
E

              

                
7

              

            

          

        

        
+

        

          

            
L

          

        

        
↔

        
 

        
F

        
e

        
+

        

          

            
H

            
i

            
s

            

              
E

              

                
7

              

            

          

        

        
+

        

          

            
L

          

        

        
↔

        
 

        
F

        
e

        

          

            
L

          

        

        
+

        

          

            
H

            
i

            
s

            

              
E

              

                
7

              

            

          

        

      

    

    
{\displaystyle Fe-{\color {Blue}HisE_{7}}+{\color {red}L}\leftrightarrow \ Fe+{\color {Blue}HisE_{7}}+{\color {red}L}\leftrightarrow \ Fe{\color {red}L}+{\color {Blue}HisE_{7}}}

  

(L est soit O
2
 ou CO)
```

La première dissociation entre Fe et l'HisE7 (ligand endogène) constitue l'étape limitante (Koff = entre 4,5  et   8,2×103 s-1). Par contre, la constante d'association du premier ordre entre le Fe et L est importante (Kon = entre 1,3  et   2,5×108 s-1). Les affinités apparentes des ligands exogènes (O2 et CO) semblent identiques à celles obtenus avec la myoglobine et les chaînes isolées α et β de l'hémoglobine.

### Neuroglobine et hypoxie
En faveur de sa propriété de fixer de façon réversible l'oxygène, on peut remarquer que les zones cérébrales où l'expression de la neuroglobine est relativement faible sont plus sensibles à l'hypoxie alors que celles où son expression est plus élevée sont plus résistantes. Par exemple, la durée moyenne de l'ischémie nécessaire pour produire la moitié du dégât maximal est de 19,1 min pour le cortex cérébral et de 12,7 min pour l'hippocampe, et l'expression de la neuroglobine dans le cortex cérébral est environ quatre fois plus élevée que dans l'hippocampe. La sensibilité de l'hippocampe à l'hypoxie peut expliquer chez l'homme, parmi les séquelles d'accidents ischémiques sévères ou d'intoxication au CO, les troubles de mémoire.
Les résultats obtenus par l'équipe de l'Institut Buck de recherche sur le vieillissement (Californie, USA) soutiennent la notion que la neuroglobine assure une fonction de transport facilité et de stockage de l'oxygène dans les neurones. Cette équipe a étudié l'effet de la privation d'oxygène sur la viabilité cellulaire de neurones murins en culture en utilisant des marqueurs de la fonction mitochondriale, d'intégrité de la membrane et d'activation de mort cellulaire. De façon très significative, les conséquences cellulaires de l'hypoxie ont été plus importantes pour les neurones dont la synthèse de la neuroglobine a été inhibé à 50 % par un ARN anti-sens. Inversement, la surexpression du gène de la neuroglobine par transfection est accompagnée d'une meilleure viabilité cellulaire dans les conditions d'hypoxie.
La neuroglobine s'est avérée avoir un effet spécifique sur l'agression provoquée par l'hypoxie et n'a pas montré d'action générale de protection cellulaire. En effet, le blocage de son expression et sa surexpression se sont montrés sans effet sur les marqueurs de viabilité de cellules soumises à d'autres agents ayant une toxicité cellulaire comme la staurosporine ou le nitroprussiate de sodium, un donneur de monoxyde d'azote.

## Documentation

### Cours et articles
- [PDF] Transport de l'oxygène dans le sang: Cours.
- [PDF] Neuroglobin protects the brain from experimental stroke in vivo: Article fondamental.
- [PDF] Neuroglobin and cytoglobin, Fresh blood for the vertebrate globin family: Article de revue.

### Banques de données biologiques
- Crystal structure of Human brain neuroglobin : Structure 3D et modèle interactif (java) de la neuroglobine par la Protein Data Bank (RCSB PDB).  Attention: Si ce lien ne fonctionne pas, effectuez vous-même une recherche sur ce site avec le mot clé neuroglobin.
- Q9NPG2 Human neuroglobin gene (Swiss-Prot) : Séquence complète et autres informations sur le gène humain de la neuroglobine (NGB) par la Swiss-Prot.
- Pubmed: Pour consulter l'actualité biologique et médicale sur ce sujet NLM.